# Régnié-Durette
Régnié-Durette är en kommun i departementet Rhône i regionen Auvergne-Rhône-Alpes i östra Frankrike. Kommunen ligger i kantonen Beaujeu som tillhör arrondissementet Villefranche-sur-Saône. År 2022 hade Régnié-Durette 1 159 invånare.

## Befolkningsutveckling
Antalet invånare i kommunen Régnié-Durette
| Referens: INSEE |